# Зайнаб-бібі Курбанова
Курбанова Зайнаб-бібі (1887—1928) — державна, політична та громадська діячка радянського Таджикистану; голова Виконавчого комітету Ради депутатів трудящих Локай-Таджицького району Таджицької АРСР. Активістка за визволення та рівноправність жінки в радянському Таджикистані. Учасниця Конференції вільних жінок Середньої Азії (Ташкент, червень 1927), делегат 2-го Всесоюзного з'їзду робітниць і селянок (Москва, жовтень 1927).

## Етимологія імені
Зайнаб-бібі — в деяких індоіранських мовах поважне звернення до жінки на ім'я Зайнаб, буквально «пані Зайнаб». У публіцистиці може використовуватися як назва, що замінює повне особисте ім'я.1[джерело?]

## Біографія
Народилася у 1887 році в кишлаку Бошкенгаш Гіссарського бекства Бухарського емірату у бідній дехканській родині. Коли дівчинці виповнилося 8 років, згідно з традиціями шаріату, її віддали в шлюб з Худойберди Хакназаром — «людиною літньою, яка через 12 років померла своєю смертю», в 20 вона овдовіла. «Роки шлюбу закарбувалися в її пам'яті як нескінченно довга темна ніч, повна праць без подяки, напівголодного животіння і нескінченних образ і принижень». Потім — «за законом шаріату» — вона стала дружиною Курбана Ішмухаммада, який також помер через рік, потім — «дружиною у спадок» старшого брата останнього чоловіка…
Народила четверо дітей: дочку та трьох синів.

### Нове життя
Відповідно до спогадів, викладених у літературному творі таджицького письменника Ф. Мухаммадієва — повісті «Зайнаб-бібі» (Душанбе, 1964), нове життя для Зайнаб почалося влітку 1922 року — з волі випадку: «…Одного разу командир кавалерійського взводу Олександр Васильєв, що відправився в кишлак Бошкенгаш за провізією і фуражем, привіз звідти побиту до напівсмерті жінку з вивихнутою рукою і трьох її … голодних і плачучих дітлахів. - Це була Зайнаб Курбанова».
Відтоді вона з дітьми опинилася при військовому гарнізоні РСЧА, що дислокувався в Кокташі. Згодом почала працювати по господарству на правах вільнонайманої, а потім, коли на початку літа 1923 року ватажок басмацтва Ібрагім-бек організував черговий басмацький похід у Східній Бухарі, вона, вперше одягнувши військову форму кавалериста, стала у стрій. Упродовж кількох років, будучи у складі кавалерійського ескадрону РСЧА, брала участь у десятках сутичок із басмацькими бандами, виявивши себе не тільки як смілива бійчиня-кавалеристка, а й як ініціативна лідерка з організаторськими здібностями. Коли 1924 року у Кокташі утворився Ревком (Військово-революційний комітет) Локай-Таджицького району Таджицької АРСР, Зайнаб Курбанову призначили заступницею голови цього комітету; Передревкомом був призначений Нізоміддін Карімов.
До осені 1926 басмацькі банди були повністю розгромлені. Зміна соціально-політичної ситуації дозволила провести реформу: було оголошено загальні вибори, і замість ревкомів створено місцеві кишлакові Ради, що обираються народом, — за підсумками виборів Зайнаб Курбанова була обрана головою Кокташської сільради.
Влітку 1927 року Зайнаб вирушила в Ташкент на Конференцію вільних жінок Середньої Азії (липень 1927). Там її обрали делегаткою і послали до Москви на 2-й Всесоюзний з'їзд робітниць і селянок (жовтень 1927). На початку 1928 року її було прийнято кандидаткою у члени комуністичної партії Таджикистану.
20 липня 1928 року — за підсумками нових виборів до місцевих Рад народних депутатів, Зайнаб Курбанова була обрана головою Виконавчого комітету Ради депутатів трудящих Локай-Таджицького району Таджицької АРСР.

### Кривава ніч
23 липня 1928 року Зайнаб Курбанову було вбито за образу почуттів віруючих, по суті, на робочому місці. Жорстокий злочин здійснили троє місцевих жителів. Прокравшись уночі на територію райвиконкому, де через обставини жили керівники, її застрелили з револьвера, потім завдали безліч ножових ударів. Одночасно з нею був убитий і заступник голови виконкому Бекмухаммадов.

## Пам'ять
- 1964 року опубліковано історичну повість «Зайнаб-бібі». У літературному творі зображений героїчний яскравий образ першої жінки-таджички-державної діячки, образ борчині за свої права, за справедливість, що закарбувався в пам'яті народу.
- На згадку про Курбанову Зайнаб-бібі — героїню боротьби за права і свободу жінок, поставлено бюст на території Меморіального комплексу у смт Ленінському (нині смт Сомоніон) Ленінського району Таджицької РСР (нині район Рудакі Таджикистану).
- Її ім'я увічнено у назві вулиці у столиці Таджикистану Душанбе[5].
- Її ім'я надано одному з виробничих об'єднань столиці Таджикистану — «Душанбінське швейно-трикотажне об'єднання ім. Зайнаб-бібі», трудовий колектив якого здебільшого складався з жінок.